# Suave luz
Suave luz es el vigésimo álbum del grupo Mocedades, publicado en 1995. A los históricos Izaskun Uranga y Javier Garay se les unen Inés Rangil, José García e Íñigo Zubizarreta, siendo para ellos tres el único disco que graban con el grupo. Es también el último disco con canciones expresamente compuestas para el grupo.

## Canciones
1. "Eres un recuerdo"  (4:10)
2. "No apagues la luz"  (2:46)
3. "Sal y arena"  (3:27)
4. "Vivir sin ti"  (4:02)
5. "Lo digo por tu bien"  (3:53)
6. "Alma"  (4:10)
7. "Hacer camino"  (3:18)
8. "A pesar"  (3:40)
9. "El callejón"  (3:41)
10. "El adiós"  (3:38)

- Datos: Q6134761